# ادیان شرقی

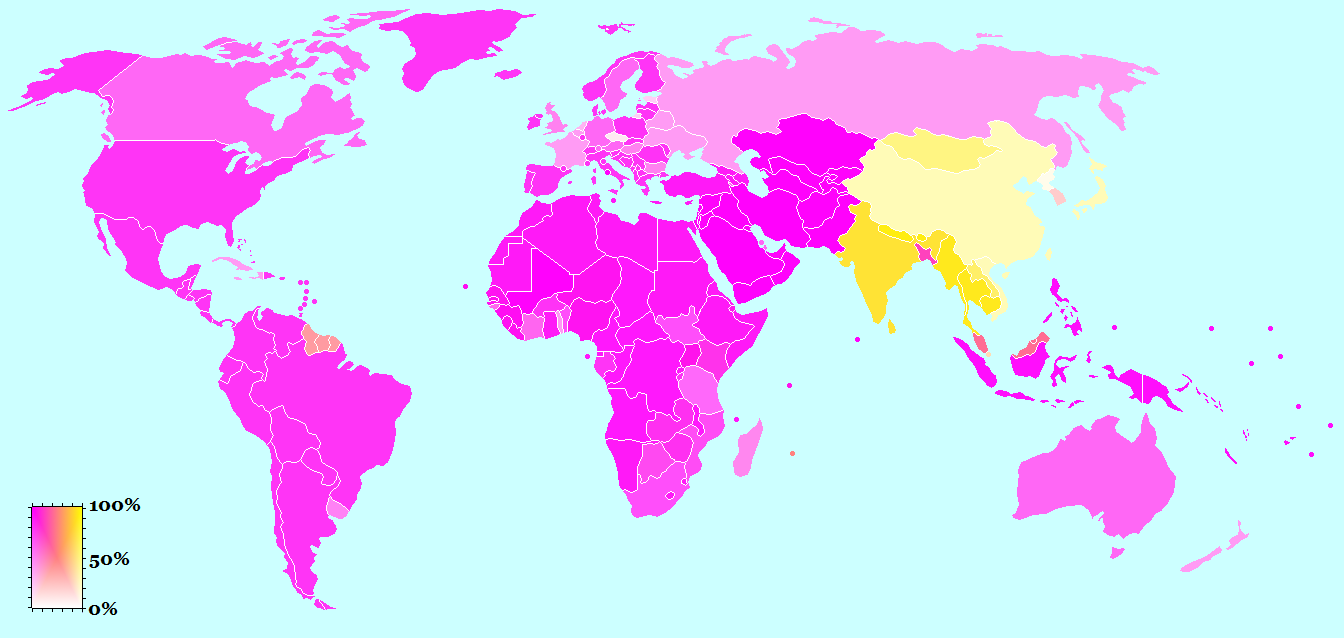
توزیع ادیان شرقی امروز (زرد)، در مقابل ادیان ابراهیمی (بنفش).

ادیان شرقی ادیانی هستند که از شرق، جنوب و جنوب شرقی آسیا سرچشمه گرفته‌اند و در نتیجه با ادیان غربی تفاوت‌هایی دارند. این مذاهب شامل ادیان آسیای شرقی (شینتوئیسم، سیندوئیسم، تائوئیسم و کنفوسیونیسم)، ادیان هندی (هندوئیسم، بودیسم، سیک و جائینیسم) و همچنین ادیان بومی آنیمیسم است.
این تمایز مذهبی شرق و غرب، درست مانند تمایز فرهنگ شرق و غرب و پیامدهای ناشی از آن، گسترده‌است و مرزهای دقیقی ندارد. علاوه بر این، تمایز جغرافیایی در زمینه کنونی فرهنگ فراملی جهانی معنای کمتری دارد.
در حالی که بسیاری از ناظران غربی تلاش می‌کنند بین فلسفه‌ها و ادیان شرقی تمایز قائل شوند، این تمایزی است که در برخی از سنت‌های شرقی وجود ندارد.

## ادیان هند

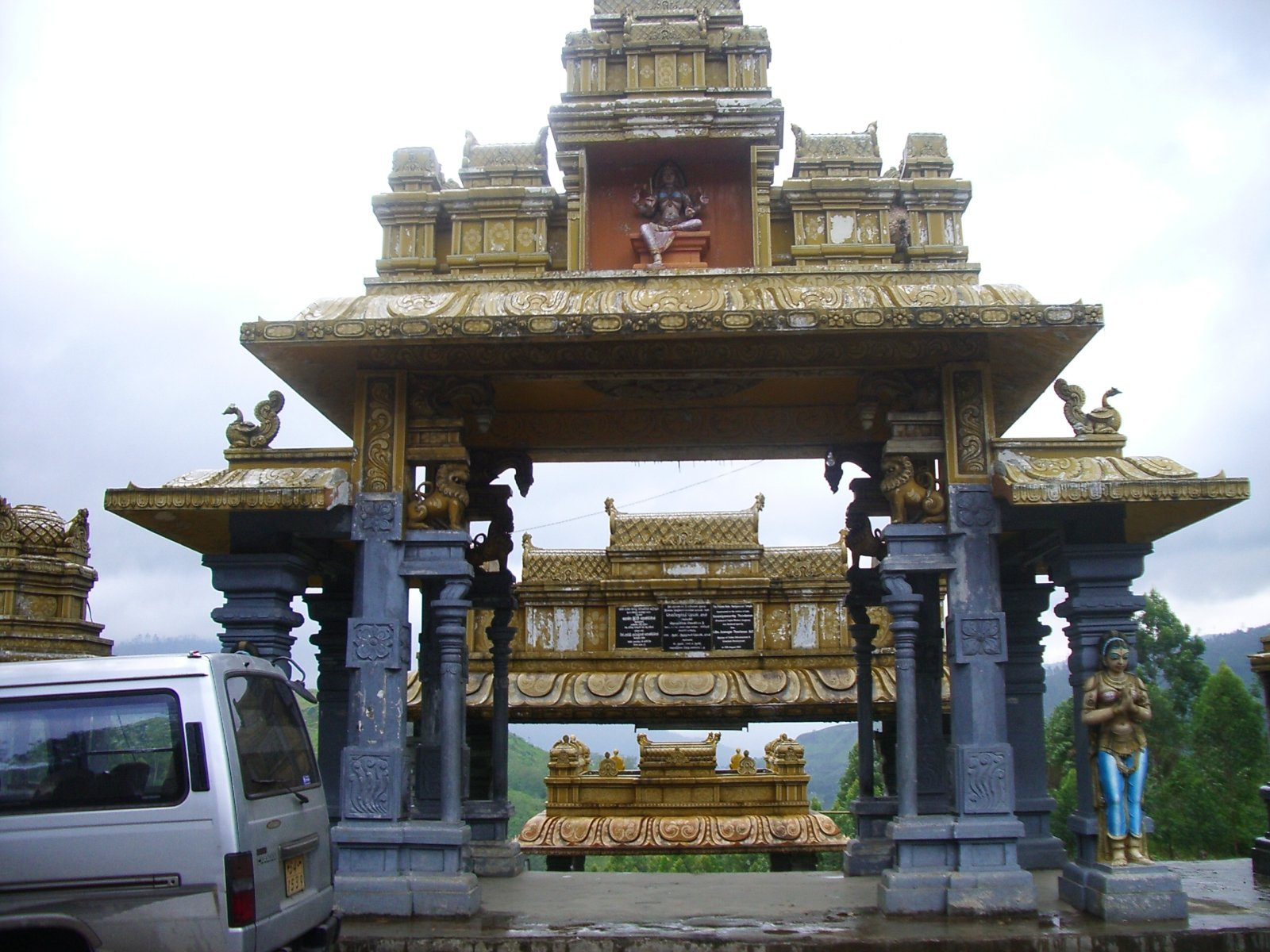
یک معبد هندو در سریلانکا.

ادیانی که از شبه قاره هند نشأت می‌گیرند شامل آیین هندو، بودیسم، جینیسم و سیک گرایی است. الهیات و فلسفه این ادیان چندین مفهوم مشترک دارند، مانند دارما، کارما، مایا و سامسرا.

### هندوئیسم

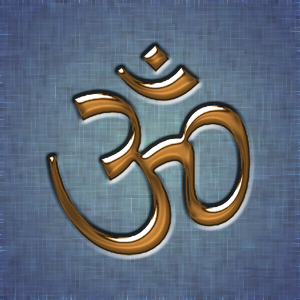
OM، یک هجای مقدس و یک نماد عالی هندوئیسم است

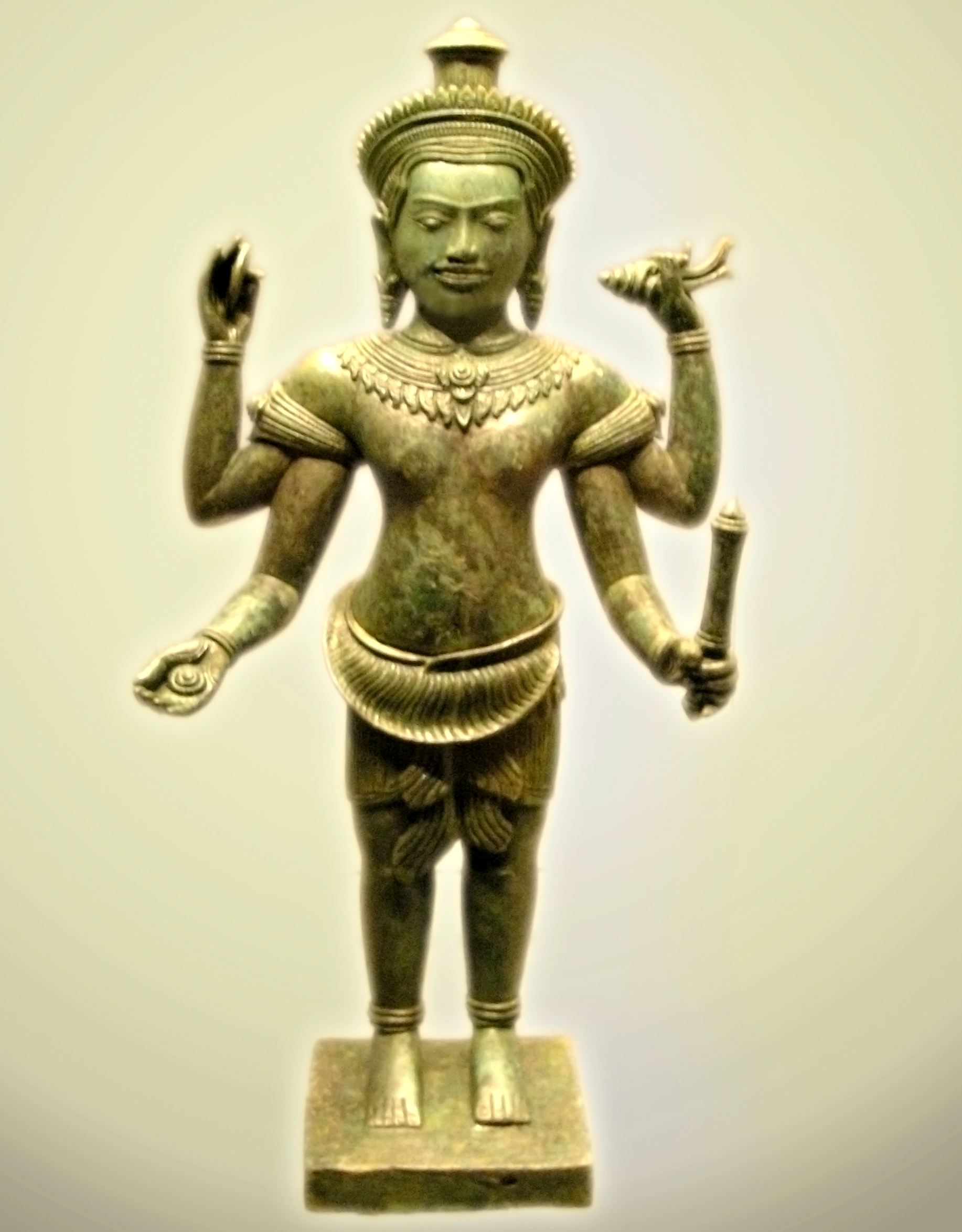
یک مجسمه ویشنو در کامبوج قرن سیزدهم.

آیین هندو از شبه قاره هند نشأت گرفته و با بسیاری از سنتهای مذهبی دیگر در خارج از شبه قاره، در مکانهایی مانند آسیای میانه باستان و ایران باستان مرتبط بوده‌است. از نظر برخی، قدیمی‌ترین دین اصلی موجود در جهان است. برخی هندوئیسم را ناشی از تمدن دره سند همراه با حرکت مهاجران پیش از هراپا و همچنین مهاجران هندوآریایی می‌دانند. آیین هندو شامل مجموعه ای عظیم از کتاب مقدس است، که به دو قسمت آشکار شده و به خاطر سپرده سپرده شده در مورد دارما یا زندگی مذهبی تقسیم می‌شود. هندوها وداها و اوپانیشادها را از نظر اقتدار، اهمیت و قدمت از مهمترین افراد می‌دانند. رساله Bhagavad Gītā، گزیده‌ای از Mahābhārata، گاهی خلاصه ای از آموزه‌های معنوی وداها نامیده می‌شود. شناسایی هرگونه باور یا عمل جهانی در آیین هندو دشوار است، اگرچه مضامین برجسته عبارتند از: دارما، سامسارا، کارما و موکشا. هندوئیسم را گاهی دین شرک می‌نامند، اما این یک ساده انگاری بیش از حد است. آیین هندو شامل مجموعه ای متنوع از شعبه‌هاست که باور آنها توحید، شرک، وحدت، وحدت وجود و حتی الحاد را شامل می‌شود. به عنوان مثال، مکتب Advaita Vedanta معتقد است که تنها یک موجودیت علی (برهمن) وجود دارد، که خود را به انواع مختلف زنده و غیر زنده نشان می‌دهد که مشاهده می‌کنیم، در حالی که سنت‌هایی مانند Vaishnavism و Shaivism ویشنو و شیوا را به‌طور نسبی عبادت می‌کنند حس توحیدی بیشتر (ناشی از تمایز بین parabrahman و atman). تعدادی از دانشمندان حتی در نظر سامکیا را یک مکتب فکری به گرایش الحادی در نظر می‌گیرند.

### بودا

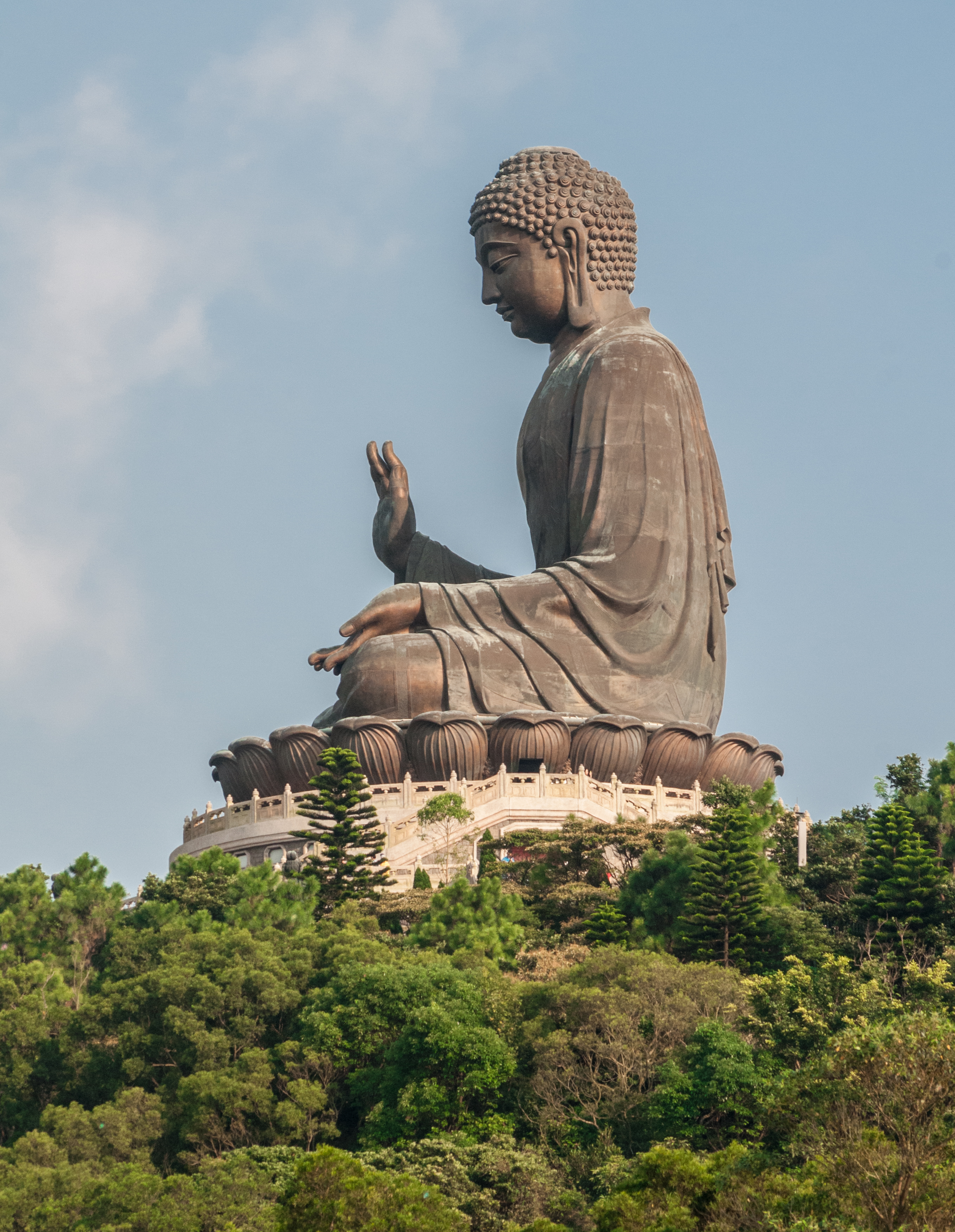
مجسمه بودای تیان تان در هنگ کنگ.

آیین بودا یک دین و فلسفه هندستی است. آیین بودا در حدود قرن پنجم قبل از میلاد در هند توسط سیذارتا گوتاما، بودا، با چهار حقیقت شریف و مسیر هشت‌گانه بنیانگذاری شد. طبق کتاب مقدس، چهار حقیقت شریف توسط بودا در اولین خطبه خود پس از رسیدن به روشنگری آشکار شد. مکاتب بودایی به‌طور معمول به Theravada و Mahayana تقسیم می‌شوند. در محافل دانشگاهی، ماهایانا بیشتر به بودیسم آسیای شرقی و تبتی تقسیم می‌شود. بودیسم می‌آموزد کسی که بدون آموزش روشن شود، بودا است. هدف اصلی آیین بودا، رهایی شخص از سامسارا است. بودایی‌ها این مسئله را راه حل مشکل رنج می‌دانند.

### جینیسم

این مقدس‌ترین نماد جاین است.

جینیسم دین پیروان ماهاویرا است. گفته می‌شود وی ۲۴ مین تیرتانکارا یا ۲۴ امین سری از معلمان است که از اصول جین حمایت می‌کنند. جین وداها را رد می‌کند و عمل ریاضت را برجسته می‌کند. فلسفه جین بیان می‌دارد که جیوا، یا روح، می‌تواند از طریق رفتارهای اخلاقی سخت از چرخه تولد دوباره و مرگ فرار کند. وقتی چیزی جز خلوص جیوا باقی نماند، آن شخص را جینا یا برنده می‌نامند که این اصطلاح جین است. از کارما به عنوان انباشتی یاد می‌شود که روح را سنگین می‌کند، باعث دلبستگی و رنج می‌شود. آهیمسا، یا عدم خشونت، در ایمان، فلسفه و عمل جین مهم است و بسیار سختگیرانه هر نوع آسیب رساندن به سایر موجودات زنده منع می‌شود. به همین دلیل، جینیسم لازمه‌اش سبک زندگی گیاهخواری است. آهیمسا همچنین برای صحبت کردن نیز کاربرد دارد، زیرا کلمات شخص می‌تواند باعث آسیب و رنج شود.